# 하사키정
하사키정(波崎町)은 이바라키현 가시마군에 속했던 정이다.  2005년 8월 1일에 가미스정에 편입해 가스미가우라시의 일부가 되었기 때문에 폐지되었다. 

## 지리
이바라키현의 동쪽 끝, 도네 강의 하구 부근에 위치해 도카와강 사이에 두고 지바현 조시시와 마주보고 있다.

## 역사
- 1889년 4월 1일 - 정촌제 시행과 함께 가시마군 도시모촌이 성립하였다.
- 1928년 1월 1일 - 정으로 승격과 동시에 하사키정으로 개칭하였다.
- 2005년 8월 1일 - 가미스정에 편입해 동일 하사키정은 폐지되었다.

## 교통

### 도로
- 국도 제124호선